# San Esteban Catarina
San Esteban Catarina è un comune del dipartimento di San Vicente, in El Salvador.